# Kanton Nay-Ouest
Nay-Ouest is een voormalig kanton van het Franse departement Pyrénées-Atlantiques. Het kanton maakte deel uit van het arrondissement Pau. Het werd opgeheven bij decreet van 25 februari 2014, met uitwerking op 22 maart 2015. Alle gemeenten werden opgenomen in het nieuw gevormde kanton Ouzom, Gave et Rives du Neez.

## Gemeenten
Het kanton Nay-Ouest omvatte de volgende gemeenten:
- Arros-de-Nay
- Arthez-d'Asson
- Asson
- Baliros
- Bourdettes
- Bruges-Capbis-Mifaget
- Haut-de-Bosdarros
- Nay (deels, hoofdplaats)
- Pardies-Piétat
- Saint-Abit